# پوتی بور
شهر پوتی بور (به فرانسوی: Petit-Bourg) در شهرستان جزیره گوادلوپ در ناحیه جزیره گوادلوپ با جمعیت ۲۱٬۱۵۳ نفر در کشور فرانسه واقع شده‌است